# 東俊介
東 俊介（あずま しゅんすけ、1975年9月16日 - ）は、石川県金沢市出身の元ハンドボール選手。元ハンドボール日本代表キャプテン。
日本ハンドボールリーグの大崎電気ハンドボール部、通称大崎オーソルを経て、大崎電気工業株式会社に勤務しながら日本ハンドボールリーグ機構常任委員、マーケティング部長を務めていたが、2016年3月末をもって大崎電気を退社。2016年6月より株式会社サーキュレーションにて経営コンサルタントを務める。2023年4月、北國銀行ハニービーの監督に就任。

## 経歴
中学1年からハンドボールを始める。金沢市立工業高校では2年時に国体、3年時にインターハイ、国体に出場。全て1回戦で敗れるも、長身と潜在能力を見込まれU-18日本代表に選出。田場裕也、植松伸之介らとともに韓国遠征を経験し、国際武道大学へ進学。
大学では1年時から試合に出場し、U-20日本代表としてシリアにて開催された世界ジュニア選手権アジア予選に出場し、5位。2年時には東日本学生選手権準優勝、全日本学生選手権ベスト8と同大学史上最高の成績を残す。大学卒業後は大崎オーソルに入団。
入団後3年間は2部リーグとの入れ替え戦を経験するなど低迷するも、三陽商会の廃部に伴い移籍してきた岩本真典、中川善雄、永島英明、2004年に入団した宮﨑大輔らプロ契約選手の活躍により強豪となったチームで中心選手として存在感を発揮。大崎オーソルの9度の日本一に貢献し、日本代表としてアテネオリンピックアジア予選や世界選手権アジア予選など数々の国際大会に出場。大崎オーソルと日本代表のキャプテンも務めた。
2009年3月現役引退。引退後は早稲田大学大学院にて平田竹男教授のもと、桑田真澄、江口晃生、中山泰秀らとスポーツマネジメントを学び、2010年3月修了。大崎オーソルのチームマネジメントをテーマにした修士論文は優秀論文賞を受賞した。
大学院修了後、2年間にわたりチームを離れるが、2012年4月より日本ハンドボールリーグ機構・総務規律ならびに広報委員に就任。翌年、マーケティング部新設に尽力し、初代部長に就任。
2023年4月、北國銀行ハニービーの監督に就任。

## 競技歴
- 日本代表
  - 2003年 JAPAN CUP’03優勝
  - 2003年 アテネオリンピックアジア予選準優勝
  - 2004年 世界選手権アジア予選準優勝
  - 2005年 第10回ヒロシマ国際大会優勝
  - 2005年 世界選手権アジア予選5位
- 大崎オーソル
  - 2004・2008年 全日本実業団選手権優勝
  - 2004～2008年 国民体育大会優勝
  - 2004年 日本ハンドボールリーグ優勝
  - 2005年 全日本総合選手権優勝
  - 2005年 日本ハンドボールリーグシュート率賞
  - 2009年 日本ハンドボールリーグ通算400得点

## 資格
- (財)日本体育協会公認スポーツ指導者（ハンドボールコーチ）
- 教育職員免許状一種(中学・高校体育)
- スポーツ科学修士
- 一般社団法人日本トップリーグ連携機構「ボールであそぼうマイスター」

## 人物
- 石川県出身では史上初、国際武道大学出身では唯一の男子ハンドボール日本代表選手である。
- 2005年1月、第19回世界ハンドボール選手権（チュニジア）直前に日本代表メンバーから落選。
- 2007年9月、愛知県豊田市にて開催された北京オリンピックハンドボールアジア予選では、現役選手にもかかわらず日本代表チームの応援団長を務めた。
- 2010年8月、石川県観光特使に就任。
- 2011年7月、日本スポーツ産業学会運営委員就任。
- 2012年4月、日本ハンドボールリーグ機構・総務規律ならびに広報委員就任。
- 2013年4月、日本ハンドボールリーグ機構・常任委員ならびにマーケティング部長就任。
- 2014年4月、日本ハンドボール協会マーケティング委員就任。
- 2014年6月、笹川スポーツ財団企業スポーツ研究会メンバー就任。
- 2014年6月、超人スポーツ委員会メンバー就任。
- 2015年9月、氷見市スポーツ推進計画策定委員就任。
- 2016年4月、世界ゆるスポーツ協会アンバサダー就任。
- 2016年4月、NPO法人STANDシニアディレクター就任。
- 2016年4月、NPO法人アスリートヘルスマネージメント理事就任。

## 著書・著作
- 企業スポーツの現状と展望（創文企画）※共著
- 『ハンドボール・ポストプレーヤー育成プログラム』（トレンドアクア社）JAN： 4582404816235